# 上妙典
上妙典（かみみょうでん）は千葉県市川市の町名。郵便番号は高谷地区の上妙典が272-0012、行徳地区の上妙典が272-0112。

## 地理
市川市高谷地区と行徳地区に跨って設置されている。現在、行徳地区の上妙典は住居表示によって地図上から消滅しているが、登記上の地番においては妙典1・2・6丁目の大半と妙典5丁目の一部に残存している。

### 高谷地区
江戸川の河口に位置する。一部が東京外郭環状道路計画の区画に入っており、一般部である国道298号が供用されている。
市川市のクリーンセンターがあり、同所のエネルギーを活用した温浴施設クリーンスパ市川が併設されている。
国道357号以南は工業団地となっている。

### 行徳地区
現在は妙典1・2・6丁目のほぼ全域および妙典5丁目の一部に該当。通常の地図からは消滅しているが、住宅地図など登記上の地番において確認することができる。現在は東京メトロ東西線深川検車区行徳分室の地番として使用されている。

## 歴史
江戸川放水路の建設により高谷地区と行徳地区が分断し、現在に至る。

## 小・中学校の学区
市立小・中学校に通う場合、学区は以下の通りとなる。
| 番地           | 小学校             | 中学校             |
| -------------- | ------------------ | ------------------ |
| 1336～1622番地 | 市川市立信篤小学校 | 市川市立高谷中学校 |

## 施設

### 高谷地区
- 市川市クリーンセンター（住所は田尻だが、敷地の大半を占めている。）
- クリーンスパ市川

### 行徳地区
- 東京メトロ東西線深川検車区行徳分室